# Залози зовнішньої секреції
Залози зовнішньої секреції або екзокринні залози (лат. glandulae exocrinae)  — залози, які виділяють через вивідні протоки речовини, що виробляє організм в результаті процесів життєдіяльності, на поверхню тіла або слизових оболонок, у ті чи інші порожнини. Розвинені у людей і тварин. Латинський термін exocrinus походить від грец. éxo — поза, зовні і грец. krínó — виділяю)
.

## Типи секреції
Розрізняють три типи екзокринної секреції:
Апокриновий – це такий тип секреції, при якому виділення секрету відбувається з частковим руйнуванням апікальної поверхні гландулоцитів (назва терміна походить від лат. apex — верхівка та грец. κρίνω — виділяю). Розрізняють мікро- і макроапокриновий тип секреції залежно від ступеня руйнування клітини. До залоз із таким типом секреції відносять, наприклад, зелену залозу рака, потові залози в деяких ділянках шкіри та молочну залозу (яка за апокриновим типом виділяє один із компонентів молока).
Мерокриновий тип секреції характеризується виділенням секрету без руйнування плазмолеми та цитоплазми гландулоцитів (наприклад, залози шлунково-кишкового тракту). Назва терміна походить від грец. μέρος – частина та грец. κρίνω – виділяю). 
Голокриновий тип секреції пов'язаний з повним руйнуванням гландулоцитів при виділенні секрету (наприклад, сальна залоза шкіри людини), тобто їхнім тотальним перетворенням на мертвий пухирець зі шкірним салом (жиром) і десквамацією клітин у просвіт секреторного відділу, звідки вони потрапляють до вивідних проток. Назва терміна походить від грец. слів грец. ὅλος — поза – цілий і грец. κρίνω — виділяю.

## Перелік
- Сальні залози
- Слинні залози
- Потові залози
- Молочні залози
- Слізні залози
- Мускусні залози
- Печінка
- Залози шлунково-кишкового тракту, що виділяють секрет у порожнину травного каналу.